# Hesperilla furva
Hesperilla furva is een vlinder uit de familie van de dikkopjes (Hesperiidae). De wetenschappelijke naam van de soort is voor het eerst geldig gepubliceerd in 1973 door Sands & Kerr.